# Холдрен, Джон
Ни одна из великих взаимосвязанных проблем современности — экономики, энергетики, окружающей среды, здоровья, безопасности и особой уязвимости бедных к недостаткам во всех этих случаях — не может быть решена без проницательности и достижений в области физических наук, наук о жизни и инженерии.
Джон П. Холдрен (англ. John Paul (P.) Holdren; род. 1 марта 1944, Сеуикли, Пенсильвания) — американский физик.
Доктор философии (1970), профессор Гарвардского университета и прежде Калифорнийского университета в Беркли, аффилирован с Woods Hole Research Center, член Национальных Академии наук (1991) и Инженерной академии (2000) США, а также Американского философского общества (2015), иностранный член Лондонского королевского общества (2009).
С 2009 по январь 2017 года советник президента США Барака Обамы по науке и технологиям (Science Advisor to the President).
Занимал руководящие посты в Пагуошском движении учёных.
Макартуровский стипендиат (1981), лауреат Volvo Environment Prize (1993) и премии Тайлера (2000), а также Public Welfare Medal НАН США (2022) и др.

## Биография
Вырос в Сан-Матео (Калифорния).
Окончил Массачусетский технологический институт (бакалавр, 1965; магистр, 1966). В 1970 году получил степень доктора философии в Стэнфордском университете. Непродолжительное время работал в Ливерморской национальной лаборатории и Калтехе.
С 1973 по 1996 год в Калифорнийском университете в Беркли: ассистент-профессор, с 1975 года ассоциированный профессор, с 1978 года профессор, именной (Class of 1935 Professor of Energy) с 1991 года.
С 1992 года был аффилирован парт-тайм с Woods Hole Research Center и с 1996 года одновременно работал в Гарвардском университете.
С 2002 года сопредседатель National Commission on Energy Policy.
С 2009 по январь 2017 года советник президента США Барака Обамы по науке и технологиям, а также директор Управления научно-технической политики Белого дома. Как свидетельствовал впоследствии Холдрен, будучи советником (с создания этого поста в годы Второй мировой войны Холдрен занимал его дольше всех), он встречался с президентом «в среднем два раза в неделю», имея с ним «замечательное взаимодействие». Джон Холдрен называл Обаму «самым смыслящим в науке (science-savvy) президентом США со времён Томаса Джефферсона».
Президент Б. Обама называл Холдрена «одним из самых страстных и настойчивых голосов нашего времени о растущей угрозе изменения климата».
Холдрен заявлял, что «выбросы CO2 от сжигания ископаемого топлива являются крупнейшей движущей силой глобального разрушения климата».
В 2017 году он называет Парижское соглашение (2015) огромным шагом вперёд, отмечая при этом, что «шансы мира на предотвращение катастрофической степени изменения климата были бы намного лучше, если бы это соглашение было достигнуто четверть века назад, в 1990 году, когда научное понимание происходящего и его опасности было уже достаточно полным, чтобы оправдать эти или более сильные меры. Тогда ещё существовал шанс того, что стало утвержденной ООН целью „избегать опасного антропогенного воздействия на климатическую систему“. Сегодня мы уже находимся в „опасной“ зоне и можем только надеяться, что по-прежнему можно избежать „катастрофического воздействия“».
В настоящее время в Гарвардском университете он является именным профессором экологической политики (Teresa and John Heinz Professor of Environmental Policy) в Гарвардской школе Кеннеди (с февраля 2017), содиректором программы по науке, технологиям и государственной политике в Белферском центре науки и международных отношений при этой же школе, а также профессором экологической науки и политики на кафедре наук о Земле и планетарных наук. Также он — старший советник директора Woods Hole Research Center.
Член Совета по международным отношениям.
C 1982 по 1997 год занимал руководящие посты в Пагуошском движении учёных, председатель его исполнительного комитета с 1987 года, в 1995 году от имени этой организации выступил с речью на её награждении Нобелевской премией мира.
С 1994 по 2005 год председатель комитета по международной безопасности и контролю над вооружениями Национальной академии наук.
С 1994 по 2001 год член Президентского комитета советников по науке и технологиям (PCAST) Б. Клинтона.
В 2007 году президент Американской ассоциации содействия развитию науки.
Являлся председателем Федерации американских ученых.
Член попечительского совета фонда Макартуров (1991—2005).
Член Американской академии искусств и наук (1983) и Калифорнийской академии наук, фелло Американского физического общества (1988) и Американской ассоциации содействия развитию науки, иностранный член Indian National Academy of Engineering.
«Его неустанные усилия по обновлению американского лидерства в области науки и техники основаны на глубокой приверженности созданию более безопасной, процветающей и здоровой планеты», — говорил о Джоне Холдрене Грэхам Аллисон.
С 1966 года женат на биологе Cheryl E. Holdren, есть сын и дочь, пятеро внуков.
Автор более 350 публикаций и 20 книг.

## Награды и отличия
- Public Service Award, Федерация американских учёных (1979)
- Стипендия Мак-Артура (1981, в числе первых удостоенных)
- Volvo Environment Prize (1993, совместно с Полом Эрлихом)
- Forum Award, Американское физическое общество (1995)
- Kaul Foundation Award for Excellence in Science and Environmental Policy (1999)
- Премия Тайлера (2000)
- Heinz Award[англ.] (2001)
- Fletcher Award, Дартмутский колледж (2007)
- Support of Science Award, CSSP (2016)
- Lawrence S. Huntington Environmental Prize (2017)[10]
- Moynihan Prize, American Academy of Political and Social Science[англ.] (AAPSS) (2018)
- Public Welfare Medal НАН США (2022)

Почётный доктор University of Puget Sound (1974), Colorado School of Mines (1997), Clark University (2002).